# Protocristal·lí
Una fase protocristal·lina és una fase que es produeix durant el creixement d'un cristall que evoluciona cap a una forma microcristal·lina. Normalment, aquest terme està associat amb pel·lícules de silici en aplicacions  òptiques, com ara cel·les solars.

## Aplicacions

### Cèl·lules solars de silici
El silici amorf (a-Si) és un popular material de cèl·lula solar a causa del seu baix cost i facilitat de producció. A causa de l'estructura desordenada, la seva absorció s'estén a les energies per sota del buit de la banda donant lloc a una resposta espectral de gran abast; Tanmateix, té una eficiència de cel·la solar relativament baixa. El silici protocristal·lí també té una absorció relativament baixa propera a la bretxa de la banda a causa de la seva estructura cristal·lina més ordenada. D'aquesta manera, el silici protocristal·lí i amorf es pot combinar en una cèl·lula solar tàndem, on la capa superior del silici protocristal·lí prima absorbeix la llum de longitud d'ona curta mentre que les longituds d'ona més llargues són absorbides pel substrat subjacent a-Si.